# Рютигубельбад
Рютигубельбад (нем. Rüttihubelbad) — санаторий в Бернском кантоне, в Швейцарии, с сильным железисто-известковым источником вблизи Бернских Альп в 12 км от Берна. Первое здание построено в 1756 году, в 1776 году свойства источника были официально подтверждены, и он получил известность за пределами региона. В современном виде санаторий существует с 1986 года, когда обанкротившееся предприятие приобрёл и перестроил «Фонд Рюттихубельбада». В комплекс входят отель с рестораном, дом престарелых, социально-терапевтическое сообщество (общежитие для умственно отсталых людей, общежитие для людей с психическими расстройствами, мастерские), культурно-образовательный центр, «сенсориум» — интерактивный музей, посвященный миру чувств и основанный на работе Гуго Кюкельхауса «Экспериментальное поля для развития чувств».